# Henrik Spohler
Henrik Spohler (* 1965 in Bremen) ist ein deutscher Fotograf und Hochschullehrer. Er arbeitet in Hamburg und Berlin.

## Leben
Spohler studierte an der Folkwangschule Kommunikationsdesign mit dem Schwerpunkt Fotografie. Nach einer Gastprofessur an der Staatlichen Hochschule für Gestaltung Karlsruhe (2007/2008) lehrt er seit 2009 Fotografie im Studiengang Kommunikationsdesign an der Hochschule für Technik und Wirtschaft Berlin.

## Werk
In verschiedenen fotografischen Werkgruppen untersucht Henrik Spohler seit dem Jahr 2000 die dynamischen Veränderungsprozesse der Zivilisation und Umwelt durch neue Technologien. Das Projekt „0/1 Dataflow“ (2000–2001) setzt sich mit der Server-Infrastruktur des Internets als Basis für die Informationsgesellschaft auseinander. „Global Soul“ (2002–2008) thematisiert die zunehmende Automatisierung in der Industrie und die damit verbundene Entfremdung von Arbeit sowie den Verlust von Arbeitsplätzen. „The Third Day“ (2010–2011) stellt Fragen nach den Folgen der industriellen Landwirtschaft für Ökologie und Landschaft. Die Fotografien der Serie zeigen Kulturen und Produktionsanlagen in den USA und Europa. „In Between“ (2013–2015) thematisiert Areale und Anlagen der Logistik als Zeichen der modernen wirtschaftlichen Globalisierung: Häfen, Flughäfen, Straßen, Schienenwege und Lagerhäuser in Europa und China. „Hypothesis“ (2017–2019) widmet sich der naturwissenschaftlichen Grundlagenforschung als Motor für technische Innovationen der Zukunft. Vier Kapitel zeigen Forschungen zu den Bereichen Zeit, Raum, Materie und Leben.